# Französische Frauenfußballmeisterschaft 1988/89
Die französische Frauenfußballmeisterschaft 1988/89 war die 15. Ausspielung dieses Titels seit der offiziellen Anerkennung des Frauenfußballs durch den Fußballverband Frankreichs im Jahr 1970 und der ersten Austragung in der Saison 1974/75. Die Meisterschaft wurde in einer Mischung aus Liga- und K.-o.-Modus ausgespielt; eine frankreichweite höchste Liga gab es bis 1992 noch nicht.
Titelverteidiger VGA Saint-Maur scheiterte diesmal schon im Viertelfinale. Französischer Meister wurden die Frauen von Chaffoteaux Sports Saint-Brieuc, die damit ihren ersten Landesmeistertitel gewannen. Für die im Endspiel unterlegene ASJ Soyaux war dies bei ihrer fünften Finalteilnahme bereits die vierte Niederlage.

## Vorrunde
30 Teams spielten in drei regionalen Ligen eine doppelte Punkterunde, in der jeder Verein in Heim- und Auswärtsspiel gegen jeden anderen Gruppengegner antrat. Die jeweils beiden Gruppenersten sowie die Drittplatzierten aus den Gruppen B und C erreichten das Viertelfinale; diese sind in den Tabellen hierunter grün markiert. Bei Punktgleichheit – es galt die Zwei-Punkte-Regel – gab zunächst der direkte Vergleich und gegebenenfalls anschließend die bessere Tordifferenz den Ausschlag.

### Gruppe A (Norden)
Für die Gruppe A liegt bisher keine vollständige Übersicht über die Spielergebnisse vor, sondern lediglich die Abschlusstabelle.
| Pl. | Frauschaft                      | Sp | G  | U | V  | Tore  | Diff. | Pkte. |
| --- | ------------------------------- | -- | -- | - | -- | ----- | ----- | ----- |
| 1.  | FCF Hénin-Beaumont              | 18 | 15 | 2 | 1  | 47:06 |       | 32    |
| 2.  | JS Poissy                       | 18 | 13 | 1 | 4  | 49:15 |       | 27    |
| 3.  | Juvisy FCF                      | 18 | 9  | 4 | 5  | 43:20 | +23   | 22    |
| 4.  | Paris Saint-Germain             | 18 | 10 | 2 | 6  | 31:31 | ±0    | 22    |
| 5.  | ASPTT Strasbourg                | 18 | 7  | 2 | 9  | 29:37 |       | 16    |
| 6.  | US Orléans                      | 18 | 5  | 5 | 8  | 24:38 |       | 15    |
| 7.  | USO Bruay-Labuissière           | 18 | 4  | 5 | 9  | 16:24 |       | 13    |
| 8.  | Entente Saint-Pierre-lès-Elbeuf | 18 | 5  | 2 | 11 | 19:40 |       | 12    |
| 9.  | FCF Reims                       | 18 | 5  | 1 | 12 | 16:49 |       | 11    |
| 10. | FC Metz                         | 18 | 4  | 2 | 12 | 20:34 |       | 10    |

### Gruppe B (Südosten)
|                        | FC Bal | UFF Bes | RC F-M | FC Lyo | OS Mon | SC CSC | OAC Tls | Oly Tls | AS Tss | FC Val |
| FC Balma               |        | 0:3     | 1:1    | 1:2    | 0:8    | 1:0    | 0:1     | 1:3     | 6:0    | 1:1    |
| Union FF Besançon      | 4:1    |         | 3:2    | 2:5    | 2:6    | 1:3    | 4:0     | 4:1     | 7:0    | 3:1    |
| RC Flacé-lès-Mâcon     | 6:1    | 2:1     |        | 1:2    | 0:1    | 1:2    | 3:0     | 5:0     | 9:0    | 8:0    |
| FC Lyon                | 1:0    | 3:2     | 1:1    |        | 1:0    | 2:1    | 5:0     | 3:0 a   | 3:0 a  | 6:0    |
| OS Monaco              | 7:1    | 2:0     | 6:1    | 2:0    |        | 4:1    | 5:0     | 2:0     | 15:0   | 7:0    |
| SC Caluire Saint-Clair | 3:1    | 1:0     | 0:2    | 0:3    | 3:4    |        | 2:1     | 1:2     | 6:0    | 4:0    |
| Toulouse OAC           | 0:0    | 1:4     | 1:2    | 0:2    | 1:3    | 0:1    |         | 2:0     | 0:0    | 1:0    |
| Olym. Mirail Toulouse  | 0:0    | 0:2     | 0:1    | 1:0    | 1:3    | 0:0    | 0:5     |         | 2:0    | 2:1    |
| AS Toussieu            | 2:4    | 1:4     | 0:3    | 1:9    | 0:3    | 2:7    | 3:2     | 3:0 a   |        | 2:0    |
| FC Valence             | 0:1    | 3:3     | 0:1    | 0:4    | 2:4    | 0:1    | 0:2     | 0:1     | 2:2    |        |

| Pl. | Frauschaft                | Sp | G  | U | V  | Tore  | Diff. | Pkte. |
| --- | ------------------------- | -- | -- | - | -- | ----- | ----- | ----- |
| 1.  | Omnium Sports Monaco      | 18 | 17 | 0 | 1  | 82:13 |       | 34    |
| 2.  | FC Lyon                   | 18 | 15 | 1 | 2  | 52:12 |       | 31    |
| 3.  | Racing Flacé-lès-Mâcon    | 18 | 11 | 2 | 5  | 49:19 |       | 24    |
| 4.  | Union FF Besançon         | 18 | 10 | 1 | 7  | 49:32 | +17   | 21    |
| 5.  | SC Caluire Saint-Clair    | 18 | 10 | 1 | 7  | 36:24 | +12   | 21    |
| 6.  | Olympique Mirail Toulouse | 18 | 6  | 2 | 10 | 13:33 |       | 14    |
| 7.  | Toulouse OAC              | 18 | 5  | 2 | 11 | 17:34 | −17   | 12    |
| 8.  | FC Balma                  | 18 | 4  | 4 | 10 | 20:42 | −22   | 12    |
| 9.  | AS Toussieu               | 18 | 3  | 2 | 13 | 16:82 |       | 08    |
| 10. | FC Valence                | 18 | 0  | 3 | 15 | 10:53 |       | 03    |

### Gruppe C (Westen)
Für die Gruppe C liegt bisher keine vollständige Übersicht über die Spielergebnisse vor, sondern lediglich die Abschlusstabelle.
| Pl. | Frauschaft            | Sp | G  | U | V  | Tore  | Diff. | Pkte. |
| --- | --------------------- | -- | -- | - | -- | ----- | ----- | ----- |
| 1.  | VGA Saint-Maur        | 18 | 15 | 1 | 2  | 49:10 |       | 31    |
| 2.  | CS Saint-Brieuc       | 18 | 11 | 3 | 4  | 36:11 |       | 25    |
| 3.  | ASJ Soyaux            | 18 | 11 | 2 | 5  | 40:16 | +24   | 24    |
| 4.  | Stade Quimper         | 18 | 10 | 4 | 4  | 39:18 | +21   | 24    |
| 5.  | EC Tours              | 18 | 9  | 2 | 7  | 32:20 |       | 20    |
| 6.  | US Montfaucon         | 18 | 6  | 5 | 7  | 24:30 |       | 17    |
| 7.  | OC Saint-Herblain     | 18 | 4  | 6 | 8  | 21:33 | −12   | 14    |
| 8.  | FCF Condé-sur-Noireau | 18 | 6  | 2 | 10 | 23:36 | −13   | 14    |
| 9.  | JS Passirac           | 18 | 2  | 2 | 14 | 13:56 |       | 6     |
| 10. | US Villaines          | 18 | 1  | 3 | 14 | 13:60 |       | 5     |

## Viertelfinale
| ASJ Soyaux – FCF Hénin-Beaumont         | 1:1 | 1:0           |
| Racing Flacé-lès-Mâcon – VGA Saint-Maur | 0:1 | 1:0 6:5 i. E. |
| Omnium Sports Monaco – CS Saint-Brieuc  | 0:1 | 0:3           |
| FC Lyon – JS Poissy                     | 3:3 | 1:5           |

## Halbfinale
| CS Saint-Brieuc – JS Poissy         | 5:0 | 0:2 |
| Racing Flacé-lès-Mâcon – ASJ Soyaux | 1:1 | 0:0 |

## Finale
Das Spiel fand am 4. Juni 1989 in Châteauroux statt.
| CS Saint-Brieuc – ASJ Soyaux | 2:2 (2:1) 5:4 i. E. |

Aufstellungen
- Saint-Brieuc:[2] Anne Gouëzel – Martine Hamet (61. Nicole Cadoret), Élisabeth Bougeard, Jacques, Ghislaine Baron – Marielle Breton, Andrieux, Hamon, De Souza – Isabelle Le Boulch, Françoise Jézéquel
Trainer: Yvan Le Quéré
- Soyaux: Rouyer – Audier, Nathalie Tarade, Corre, Delbecque (67. Baudry) – Cathérine Mercadier, Véronique Lapouge (72. Launay), Florence Rimbault, Fournier – Bernadette Constantin, Bihan (78. Juin)
Trainer: Claude Fort

Tore

1:0 Le Boulch (4.)

1:1 Rimbault (15.)

2:1 Jézéquel (35.)

2:2 Rimbault (67.)

Die Torschützinnen des entscheidenden Elfmeterschießens sind nicht übermittelt. Allerdings soll es – zumindest der Erinnerung von Élisabeth Bougeard zufolge – die routinierte Bernadette Constantin gewesen sein, die als einzige ihren Strafstoß verschoss.
Besonderheiten

Keiner der drei Gruppensieger der Vorrunde überstand das anschließende Viertelfinale, und das Endspiel bestritten schließlich der Zweit- und der Drittplatzierte der West-Gruppe.